# Boston Bruins
Boston Bruins – amerykański klub hokejowy z siedzibą w Bostonie (stan Massachusetts), występujący w National Hockey League.
Zespół posiada afiliacje w postaci klubów farmerskich w niższych ligach. Tę funkcję pełnią Providence Bruins w lidze AHL i South Carolina Stingrays w rozgrywkach ECHL.

## Osiągnięcia
- Puchar Stanleya (6 razy): 1929, 1939, 1941, 1970, 1972, 2011
- Prince of Wales Trophy (18 razy): 1928, 1929, 1930, 1931, 1933, 1935, 1938, 1939, 1940, 1941, 1971, 1972, 1973, 1974, 1988, 1990, 2011, 2013, 2019
- Mistrzostwo konferencji (5 razy): 1988, 1990, 2011, 2014, 2020
- Mistrzostwo dywizji (25 razy): 1928, 1929, 1930, 1931, 1933, 1935, 1938, 1971, 1972, 1974, 1976, 1977, 1978, 1979, 1983, 1984, 1990, 1991, 1993, 2002, 2003, 2009, 2011, 2012, 2014, 2020
- Presidents’ Trophy: 1990, 2014, 2020, 2022

## Występy w finałach
Drużyna w finale w rozgrywek NHL wystąpiła w sezonie 2018/19 po raz 20-sty
- 2019: St Louis Blues- Boston Bruins 4:3
- 2013: Chicago Blackhawks – Boston Bruins 4:2
- 2011: Boston Bruins – Vancouver Canucks 4:3
- 1990: Edmonton Oilers – Boston Bruins 4:1
- 1988: Edmonton Oilers – Boston Bruins 4:0
- 1978: Montreal Canadiens – Boston Bruins 4:2
- 1977: Montreal Canadiens – Boston Bruins 4:0
- 1974: Philadelphia Flyers – Boston Bruins 4:2
- 1972: Boston Bruins – New York Rangers 4:2
- 1970: Boston Bruins – St. Louis Blues 4:0
- 1958: Montreal Canadiens – Boston Bruins 4:2
- 1957: Montreal Canadiens – Boston Bruins 4:1
- 1953: Montreal Canadiens – Boston Bruins 4:1
- 1946: Montreal Canadiens – Boston Bruins 4:1
- 1943: Detroit Red Wings – Boston Bruins 4:0
- 1941: Boston Bruins – Detroit Red Wings 4:0
- 1939: Boston Bruins – Toronto Maple Leafs 4:1
- 1930: Montreal Canadiens – Boston Bruins 2:0
- 1929: Boston Bruins – New York Rangers 2:0
- 1927: Ottawa Senators – Boston Bruins 2:0

## Sezon po sezonie
| Ostatnie sezony | Ostatnie sezony | Ostatnie sezony | Ostatnie sezony | Ostatnie sezony | Ostatnie sezony | Ostatnie sezony | Ostatnie sezony | Ostatnie sezony | Ostatnie sezony | Ostatnie sezony | Ostatnie sezony | Ostatnie sezony | Ostatnie sezony                                                                                            |
| Sezon           | Konferencja     | Miejsce         | Dywizja         | Miejsce         | Mecze           | Z               | P               | R               | PK              | Pkt             | ZB              | SB              | Wyniki play-off                                                                                            |
| --------------- | --------------- | --------------- | --------------- | --------------- | --------------- | --------------- | --------------- | --------------- | --------------- | --------------- | --------------- | --------------- | --- |
|                 |                 |                 |                 |                 |                 |                 |                 |                 |                 |                 |                 |                 | |
| 2019–20         | Wschodnia       | 1               | Atlantycka      | 1               | 701             | 44              | 14              | –               | 12              | 100             | 227             | 174             | Zwycięstwo z Hurricanes 4-1 Porażka z Lightning 1-4                                                        |
|                 |                 |                 |                 |                 |                 |                 |                 |                 |                 |                 |                 |                 | |
| 2018–19         | Wschodnia       | 2               | Atlantycka      | 2               | 82              | 49              | 24              | –               | 9               | 107             | 259             | 215             | Zwycięstwo z Maple Leafs 4-3 Zwycięstwo z Blue Jackets 4-2 Zwycięstwo z Hurricanes 4-0 Porażka z Blues 3-4 |
|                 |                 |                 |                 |                 |                 |                 |                 |                 |                 |                 |                 |                 | |
| 2017–18         | Wschodnia       | 2               | Atlantycka      | 2               | 82              | 50              | 20              | –               | 12              | 112             | 270             | 214             | Zwycięstwo z Maple Leafs 4-3 Porażka z Lightning 1-4                                                       |
|                 |                 |                 |                 |                 |                 |                 |                 |                 |                 |                 |                 |                 | |
| 2016–17         | Wschodnia       | 7               | Atlantycka      | 3               | 82              | 44              | 31              | –               | 7               | 95              | 234             | 212             | Porażka z Senators 2-4                                                                                     |
|                 |                 |                 |                 |                 |                 |                 |                 |                 |                 |                 |                 |                 | |
| 2015–16         | Wschodnia       | 9               | Atlantycka      | 4               | 82              | 42              | 31              | –               | 9               | 93              | 240             | 230             | Nie zakwalifikowała się                                                                                    |

| Sezony od 2010/2011 do 2014/2015 | Sezony od 2010/2011 do 2014/2015 | Sezony od 2010/2011 do 2014/2015 | Sezony od 2010/2011 do 2014/2015 | Sezony od 2010/2011 do 2014/2015 | Sezony od 2010/2011 do 2014/2015 | Sezony od 2010/2011 do 2014/2015 | Sezony od 2010/2011 do 2014/2015 | Sezony od 2010/2011 do 2014/2015 | Sezony od 2010/2011 do 2014/2015 | Sezony od 2010/2011 do 2014/2015 | Sezony od 2010/2011 do 2014/2015 | Sezony od 2010/2011 do 2014/2015 | Sezony od 2010/2011 do 2014/2015                                                                         |
| Sezon                            | Konferencja                      | Miejsce                          | Dywizja                          | Miejsce                          | Mecze                            | Z                                | P                                | R                                | PK                               | Pkt                              | ZB                               | SB                               | Wyniki play-off                                                                                          |
| -------------------------------- | -------------------------------- | -------------------------------- | -------------------------------- | -------------------------------- | -------------------------------- | -------------------------------- | -------------------------------- | -------------------------------- | -------------------------------- | -------------------------------- | -------------------------------- | -------------------------------- | --- |
|                                  |                                  |                                  |                                  |                                  |                                  |                                  |                                  |                                  |                                  |                                  |                                  |                                  | |
| 2014–15                          | Wschodnia                        | 9                                | Atlantycka                       | 5                                | 82                               | 41                               | 27                               | –                                | 14                               | 96                               | 213                              | 211                              | Nie zakwalifikowała się                                                                                  |
|                                  |                                  |                                  |                                  |                                  |                                  |                                  |                                  |                                  |                                  |                                  |                                  |                                  | |
| 2013–14                          | Wschodnia                        | 1                                | Atlantycka                       | 1                                | 82                               | 54                               | 19                               | –                                | 9                                | 117                              | 261                              | 177                              | Zwycięstwo z Red Wings 4-1 Porażka z Canadiens 3-4                                                       |
|                                  |                                  |                                  |                                  |                                  |                                  |                                  |                                  |                                  |                                  |                                  |                                  |                                  | |
| 2012–13                          | Wschodnia                        | 3                                | Północno-wschodnia               | 2                                | 48                               | 28                               | 14                               | –                                | 6                                | 62                               | 131                              | 109                              | Zwycięstwo z Maple Leafs 4-3 Zwycięstwo z Rangers 4-1 Zwycięstwo z Penguins 4-0 Porażka z Blackhawks 2-4 |
|                                  |                                  |                                  |                                  |                                  |                                  |                                  |                                  |                                  |                                  |                                  |                                  |                                  | |
| 2011–12                          | Wschodnia                        | 4                                | Północno-wschodnia               | 1                                | 82                               | 49                               | 29                               | –                                | 4                                | 102                              | 269                              | 202                              | Porażka z Capitals 3-4                                                                                   |
|                                  |                                  |                                  |                                  |                                  |                                  |                                  |                                  |                                  |                                  |                                  |                                  |                                  | |
| 2010–11                          | Wschodnia                        | 4                                | Północno-wschodnia               | 1                                | 82                               | 46                               | 25                               | –                                | 11                               | 103                              | 246                              | 195                              | Zwycięstwo z Canadiens 4-3 Zwycięstwo z Flyers 4-0 Zwycięstwo z Lightning 4-3 Zwycięstwo z Canucks 4-3   |

Legenda:

Z = Zwycięstwa, P = Porażki, R = Remisy (do sezonu 2004/2005), PK = Przegrane po dogrywce lub karnych, Pkt = Punkty, ZB = Bramki zdobyte, SB = Bramki stracone
| Puchar Stanleya | Mistrz Konferencji | Mistrz Dywizji | Awans do play-off | Presidents’ Trophy |

- 1 Sezon zasadniczy ze względu na epidemię koronawirusa został przerwany a następnie zakończony.

## Zawodnicy

### Kapitanowie drużyny
- Lionel Hitchman (1928–31)
- George Owen (1931–1932)
- Dit Clapper (1932–1938)
- Cooney Weiland (1938–1939)
- Dit Clapper (1939–1946)
- Jack Crawford, 1946–1950
- Milt Schmidt, 1950–1954
- Ed Sandford, 1954–1955
- Fernie Flaman, 1955–1961
- Don McKenney, 1961–1963
- Leo Boivin, 1963–1966
- Johnny Bucyk (1966–1967, 1973–1977)
- Wayne Cashman (1977–1983)
- Terry O’Reilly (1983–1985)
- Ray Bourque i  Rick Middleton (1985–1988)
- Ray Bourque (1988–2000)
- Jason Allison (2000–2001)
- Joe Thornton (2002–2005)
- Zdeno Chára (2006–2020)
- Patrice Bergeron (2020 -- )

### Zastrzeżone numery
| Numer | Zawodnik        | Pozycja                              | Kariera                              | Data zastrzeżenia                    |
| ----- | --------------- | ------------------------------------ | ------------------------------------ | ------------------------------------ |
| 2     | Eddie Shore     | Obrońca                              | 1926-1940                            | 1 stycznia 1947                      |
| 3     | Lionel Hitchman | Obrońca                              | 1925-1934                            | 22 lutego 1934                       |
| 4     | Bobby Orr       | Obrońca                              | 1966–1976                            | 9 stycznia 1979                      |
| 5     | Dit Clapper     | Prawoskrzydłowy, Obrońca             | 1927-1947                            | 12 lutego 1947                       |
| 7     | Phil Esposito   | Środkowy                             | 1967–1975                            | 3 grudnia 1987                       |
| 8     | Cam Neely       | Prawoskrzydłowy                      | 1986–1996                            | 2 stycznia 2004                      |
| 9     | Johnny Bucyk    | Lewoskrzydłowy                       | 1957-1978                            | 13 marca 1980                        |
| 15    | Milt Schmidt    | Środkowy                             | 1936-1955                            | 6 października 2010                  |
| 16    | Rick Middleton  | Prawoskrzydłowy                      | 1976-1988                            | 29 listopada 2018                    |
| 24    | Terry O’Reilly  | Prawoskrzydłowy                      | 1972-1985                            | 24 października 2002                 |
| 77    | Ray Bourque     | Obrońca                              | 1979-2000                            | 4 października 2001                  |
|       |                 |                                      |                                      |                                      |
| 99    | Wayne Gretzky   | Numer zastrzeżony dla całej ligi NHL | Numer zastrzeżony dla całej ligi NHL | Numer zastrzeżony dla całej ligi NHL |